# Dialitrauma
Se denomina dialitrauma al conjunto de complicaciones no deseadas derivadas del uso de una terapia de reemplazo renal (TRR). 
Este concepto de dialitrauma fue introducido en la literatura médica en 2008 por un grupo español de médicos intensivistas como consecuencia de la publicación del primer gran estudio sobre la intensidad del soporte renal en el manejo de la lesión renal aguda (LRA) del paciente crítico. En este estudio el soporte de la función renal se realizó con diferentes modalidades de TRR: hemodiálisis intermitente, hemodiálisis extendida de baja eficacia, o hemodiafiltración continua. El resultado principal del mismo fue que una dosis fija “intensiva”, administrada con diferentes TRR, obtuvo el mismo desenlace clínico que una dosis “menos intensiva”. Con este gran estudio se transmitía la idea de que los pacientes críticos con LRA que precisaran TRR, deberían ser tratados con la dosis “menos intensiva”, ya que esta había obtenido el mismo resultado que la “intensiva”. No obstante esta última se asoció de forma estadísticamente significativa con un número mayor de complicaciones. Por este motivo, y como ya se ha mencionado, un grupo español de médicos intensivistas escribió una carta al director de la misma revista científica1 planteando la duda acerca de si estas complicaciones (englobadas por ellos bajo el término general de "Dialitrauma") podrían haber influido  en el resultado final del estudio.
En esta réplica, y de acuerdo con lo planteado previamente por el Dr. Schifll, se postulaba que un ajuste dinámico de la dosis de las TRR representaría un manejo más fisiológico de la LRA del paciente crítico, permitiendo probablemente un mejor resultado clínico debido a un menor dialitrauma. A este esquema terapéutico lo denominaron  “aproximación dinámica” a la dosificación de las TRR. 
Ante la ausencia de estudios de primer nivel sobre esta aproximación dinámica, los autores del estudio inicial, conocido como ATN2, calificaron al comentario del grupo español de “especulativo”. Sin embargo un año más tarde el mismo Dr. Palevsky, primer firmante del estudio ATN, escribió el editorial del segundo gran estudio sobre este tema. En este editorial, y haciendo mención a la dosis de las TRR, se pueden leer frases como: “el tratamiento del paciente debe ser individualizado” o, “la dosis alta puede servir para tratar ciertas situaciones clínicas como hiperpotasemia, acidosis metabólica o hipercatabolismo extremo”. Un comentario que viene a respaldar la teoría de realizar una aproximación dinámica para ajustar la dosis de las TRR en función del escenario clínico.
En efecto, el paciente crítico puede atravesar por fases de su enfermedad en las que precise de una dosis alta de TRR y, posteriormente, al ir mejorando, ser tributario de una dosis inferior. Ninguno de los dos grandes estudios sobre la dosis de las TRR2, 6, ajustó la dosis en función de la situación clínica del paciente. Pese a ello, el estudio ATN2 permitía cambiar de modalidad de TRR en función del estado hemodinámico del paciente crítico, ofreciendo a los pacientes con hemodinámica inestable modalidades de TRR extendidas en el tiempo (apoyando así la idea de que los tratamientos rápidos, como la hemodiálisis intermitente, son mal tolerados por el paciente crítico hemodinámicamente  inestable).
Los conceptos de  dialitrauma y de aproximación dinámica se desarrollaron con detalle en un artículo posterior publicado en 2012. Este trabajo, además de describir dichos conceptos, ofrece también estrategias para minimizar el dialitrauma, y publica la primera lista de comprobación para mejorar la seguridad de los pacientes tratados con TRR. En este artículo podemos ver cómo el dialitrauma no solo se refiere a las complicaciones relacionadas con las TRR, sino también con otras modalidades de depuración extracorpórea de la sangre (plasmaféresis, CPFA, etc.). Y es que, dada la falta de especificidad para seleccionar las moléculas a eliminar, cualquier tipo de depuración extracorpórea tiene la posibilidad de desencadenar complicaciones, entre otros mecanismos, por transferencia de masas no deseada. Por lo tanto el concepto de dialitrauma alude, de forma principal, a la pérdida no deseada de sustancias valiosas: nutrientes, iones (en particular el fósforo), fármacos (de especial relevancia los antibióticos), etc. Es la pérdida de estas moléculas valiosas, y la falta de reposición de las mismas, lo que puede motivar que un tratamiento diseñado para ayudar al paciente crítico, como son las TRR, pueda perder parcialmente (o por completo) su efecto positivo.
Sin embargo, las potenciales complicaciones asociadas al uso de las TRR no se limitan a la transferencia de masas no deseada, sino que son mucho más variadas. Por lo tanto el concepto de dialitrauma engloba también aspectos tales como: los problemas derivados del acceso vascular (mecánicos e infecciosos), los problemas hematológicos (pérdidas hemáticas por coagulación reiterada de los circuitos, sangrado asociado a la anticoagulación necesaria para realizar una TRR, trombocitopenia, etc.), los problemas asociados a la biocompatibilidad de los materiales con que están fabricados filtros y circuitos (consecuencias proinflamatorias) y la pérdida no deseada de temperatura, entre otros.  
Hasta la fecha, tanto el concepto de dialitrauma como el de aproximación dinámica del ajuste de la dosis de las TRR, han sido referenciados en diferentes publicaciones por grupos de impacto en el campo de las TRR.